# Campionat d'escacs de l'Índia
El Campionat d'escacs de l'Índia és un torneig d'escacs estatal de l'Índia per a determinar el campió del país. Va ser establert el 1955 per l'Andhra State Chess Association com a torneig biennal, però des de 1971 s'ha jugat anualment.

## Quadre d'honor
| #  | Any  | Ciutat        | Guanyador masculí            |
| -- | ---- | ------------- | ---------------------------- |
| 1  | 1955 | Eluru         | Ramchandra Sapre D. Venkayya |
| 2  | 1957 | Pune          | Ramdas Gupta                 |
| 3  | 1959 | Delhi         | Manuel Aaron                 |
| 4  | 1961 | Hyderabad     | Manuel Aaron                 |
| 5  | 1963 | Bombai        | Farooq Ali                   |
| 6  | 1966 | Madràs        | Rusi Madon                   |
| 7  | 1967 | Pune          | Nasir Ali                    |
| 8  | 1969 | Bangalore     | Manuel Aaron                 |
| 9  | 1971 | Bikaner       | Manuel Aaron                 |
| 10 | 1972 | Shimla        | Manuel Aaron                 |
| 11 | 1973 | Ahmedabad     | Manuel Aaron                 |
| 12 | 1975 | Rourkela      | Manuel Aaron                 |
| 13 | 1976 | Patna         | Ravi Sekhar                  |
| 14 | 1976 | Calcuta       | Manuel Aaron                 |
| 15 | 1978 | Cochin        | Rafiq Khan                   |
| 16 | 1979 | Tiruchi       | Tiruchi N. Parameswaram      |
| 17 | 1979 | Vijayawada    | Ravi Sekhar                  |
| 18 | 1981 | Nova Delhi    | Manuel Aaron                 |
| 19 | 1982 | Kanpur        | Praveen Thipsay              |
| 20 | 1983 | Agartala      | Dibyendu Barua               |
| 21 | 1984 | Ahmedabad     | Praveen Thipsay              |
| 22 | 1985 | Tenali        | Praveen Thipsay              |
| 23 | 1986 | Bombai        | Viswanathan Anand            |
| 24 | 1987 | Tumkur        | Viswanathan Anand            |
| 25 | 1988 | Neyveli       | Viswanathan Anand            |
| 26 | 1989 | Bikaner       | Praveen Thipsay              |
| 27 | 1990 | Kozhikode     | Devaki V. Prasad             |
| 28 | 1991 | Pondicherry   | Devaki V. Prasad             |
| 29 | 1992 | Patna         | Praveen Thipsay              |
| 30 | 1993 | Pune          | Praveen Thipsay              |
| 31 | 1994 | Hyderabad     | Praveen Thipsay              |
| 32 | 1995 | Madràs        | Ponnuswamy Konguvel          |
| 33 | 1996 | Kanhangad     | Tiruchi Parameswaran         |
| 34 | 1997 | Bhilai        | Abhijit Kunte                |
| 35 | 1998 | Muzaffarpur   | Dibyendu Barua               |
| 36 | 1999 | Nagpur        | Krishnan Sasikiran           |
| 37 | 2000 | Bombai        | Abhijit Kunte                |
| 38 | 2001 | Delhi         | Dibyendu Barua               |
| 39 | 2002 | Nagpur        | Krishnan Sasikiran           |
| 40 | 2003 | Mumbai        | Krishnan Sasikiran           |
| 41 | 2003 | Kozhikode     | Surya Shekhar Ganguly        |
| 42 | 2004 | Visakhapatnam | Surya Shekhar Ganguly        |
| 43 | 2006 | Visakhapatnam | Surya Shekhar Ganguly        |
| 44 | 2007 | Atul          | Surya Shekhar Ganguly        |
| 45 | 2008 | Chennai       | Surya Shekhar Ganguly        |
| 46 | 2009 | Nova Delhi    | Baskaran Adhiban             |
| 47 | 2010 | Nova Delhi    | Parimarjan Negi              |
| 50 | 2012 | Kolkata       | G. Akash                     |
| 51 | 2013 | Jalgaon       | Krishnan Sasikiran           |
| 52 | 2014 | Kottayam      | S.P. Sethuraman              |
| 53 | 2015 | Tiruvarur     | Murali Karthikeyan           |
| 54 | 2016 | Lucknow       | Karthikeyan Murali           |
| 55 | 2017 | Patna         | Babu M.R. Lalith             |
| 56 | 2018 | Jammu         | Chithambaram Aravindh        |
| 57 | 2019 | Majitar       | Chithambaram Aravindh        |
| 58 | 2022 | Kanpur        | Arjun Erigaisi               |
| 59 | 2023 | New Delhi     | Karthik Venkataraman         |

| #  | Any  | Ciutat      | Guanyadora femenina      |
| -- | ---- | ----------- | ------------------------ |
| 1  | 1974 | Bangalore   | Vasanti Khadilkar        |
| 2  | 1975 | Calcuta     | Jayshree Khadilkar       |
| 3  | 1976 | Kottayam    | Rohini Khadilkar         |
| 4  | 1977 | Hyderabad   | Rohini Khadilkar         |
| 5  | 1979 | Chennai     | Rohini Khadilkar         |
| 6  | 1979 | Sangli      | Jayshree Khadilkar       |
| 7  | 1981 | Nova Delhi  | Rohini Khadilkar         |
| 8  | 1982 | Rajnandgaon | Jayshree Khadilkar       |
| 9  | 1983 | Bikaner     | Jayshree Khadilkar       |
| 10 | 1983 | Kottayam    | Rohini Khadilkar         |
| 11 | 1985 | Nagpur      | Bhagyashree Sathe        |
| 12 | 1986 | Jalandhar   | Bhagyashree Sathe        |
| 13 | 1987 | Calcuta     | Saritha Reddy            |
| 14 | 1988 | Kurukshetra | Bhagyashree Sathe        |
| 15 | 1989 | Durg        | Anupama Abhyankar        |
| 16 | 1990 | Vijaywada   | Anupama Abhyankar        |
| 17 | 1991 | Kozhikode   | Bhagyashree Thipsay      |
| 18 | 1991 | Bombai      | Anupama Gokhale          |
| 19 | 1993 | Kozhikode   | Anupama Gokhale          |
| 20 | 1994 | Bangalore   | Bhagyashree Thipsay      |
| 21 | 1995 | Chennai     | Subbaraman Vijayalakshmi |
| 22 | 1996 | Salem       | Mrunalini Kunte          |
| 23 | 1997 | Calcuta     | Anupama Gokhale          |
| 24 | 1998 | Bombai      | Subbaraman Vijayalakshmi |
| 25 | 1999 | Kozhikode   | Subbaraman Vijayalakshmi |
| 26 | 2000 | Mumbai      | Subbaraman Vijayalakshmi |
| 27 | 2001 | Nova Delhi  | Subbaraman Vijayalakshmi |
| 28 | 2002 | Lucknow     | Subbaraman Vijayalakshmi |
| 29 | 2003 | Bombai      | Aarthie Ramaswamy        |
| 30 | 2003 | Kozhikode   | Humpy Koneru             |
| 31 | 2005 | Bangalore   | Nisha Mohota             |
| 32 | 2006 | Vizag       | Swati Ghate              |
| 33 | 2006 | Chennai     | Tania Sachdev            |
| 34 | 2007 | Pune        | Tania Sachdev            |
| 35 | 2009 | Chennai     | Harika Dronavalli        |
| 36 | 2010 | Bhubaneswar | Soumya Swaminathan       |
| 38 | 2011 | Chennai     | Mary Ann Gomes           |
| 39 | 2012 | Jalgaon     | Mary Ann Gomes           |
| 40 | 2013 | Calcuta     | Mary Ann Gomes           |
| 41 | 2014 | Sangli      | Padmini Rout             |
| 42 | 2015 | Calcuta     | Padmini Rout             |
| 43 | 2016 | New Delhi   | Padmini Rout             |
| 44 | 2017 | Ahmedabad   | Padmini Rout             |
| 45 | 2018 | Jaipur      | Bhakti Kulkarni          |
| 46 | 2019 | Karaikudi   | Bhakti Kulkarni          |
| 47 | 2022 | Bhubaneswar | Divya Deshmukh           |
| 48 | 2023 | New Delhi   | Divya Deshmukh           |

## Campions d'escacs per correspondència de l'Índia
El 1951 es va fundar la Correspondence Chess Association for India (CCAI) que organitza els campionats nacionals fins a mitjans de la dècada seqüent quan declina l'activitat i acaba per dissoldre's. El 1993 neix l'All India Correspondence Chess Federation (AICCF) que continua la tasca d'aquella, sent rebatejada All India Web Chess Federation (AIWCF) el 2021.
Campions CCAI
1. T.C. Tulci (1953-1956)
2. H.D. Katki - S. Sah (1957-1960)
3. V.S.K. Menon (1961-1962)
4. Haresh Samtani (1963-1964)
5. T.C. Tulci (1965-1966)

Campions AICCF/AIWCF
1. A.G. Nagradjane (1995-1998)
2. K. Lhouvum (1996-1999)
3. N.R. Anil Kumar (1997-2000)
4. N.R. Anil Kumar (1999-2002)
5. Sunil Somani (2001-2004)
6. P.B. Dhanish (2003-2007)[5]
7. P.B. Dhanish (2006-2011)[6]
8. P.B. Dhanish (2009-2011)[7]
9. Pavan Tulumuri Kumar (2010-2013)[8]
10. Pavan Tulumuri Kumar (2011-2013)[9]
11. Om Prakash (2012-2017)[10]
12. K.V.S. Sastry (2013-2017)[11]
13. Gautam De (2015-2017)[12]
14. Kalapi Trivedi (2015-2017)[13]
15. Lalit Kapoor (2017-2019)[14]
16. Om Prakash (2017-2020)[15]
17. Gautam De (2019-2020)[16]
18. Om Prakash (2020-2022)[17]
19. Om Prakash (2021-2023)[18]
20. Pervez Godrez Mandviwala (2022-2023)[19]